# ایترو دل کاستییو
ایترو دل کاستییو (به اسپانیایی: Itero del Castillo) یک شهرستان در اسپانیا است.